# 索尔热
索尔热（法語：Saulgé，法語發音：[solʒe]）是法国新阿基坦大区维埃纳省的一个市镇，属于蒙莫里永区。

## 地理
索尔热（46°22'40"N, 0°52'33"E）面积62.31 平方千米，位于法国新阿基坦大区维埃纳省，该省份为法国中西部省份，北起曼恩-卢瓦尔省和安德尔-卢瓦尔省，西接德塞夫勒省，南至夏朗德省，东南接上维埃纳省，东临安德尔省。
与索尔热接壤的市镇（或旧市镇、城区）包括：拉蒂-圣雷米、蒙莫里永、穆利姆、佩尔萨克、普莱桑斯、锡拉尔。

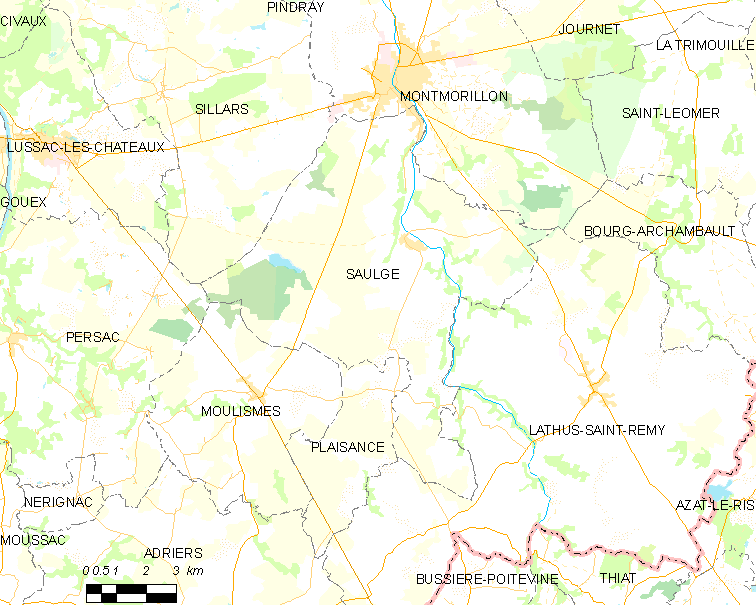
索尔热的OSM定位图

索尔热的时区为UTC+01:00、UTC+02:00（夏令时）。

## 行政
索尔热的邮政编码为86500，INSEE市镇编码为86254。

## 政治
索尔热所属的省级选区为蒙莫里永县。

## 人口

1962-2008年间索尔热人口变化图示

索尔热于2022年1月1日时的人口数量为1005人。